# 갈레누
웬데르송 호드리기스 두나시멘투 갈레누 (Wenderson Rodrigues do Nascimento Galeno, 1997년 10월 21일 ~ )는 브라질의 축구 선수이며, 현재 사우디 프로페셔널리그의 알아흘리에서 윙어로 뛰고 있다.